# Nephilingis livida
Espèce
Synonymes
- Epeira livida Vinson, 1863

Statut de conservation UICN

 LC  : Préoccupation mineure
Nephilingis livida est une espèce d'araignées aranéomorphes de la famille des Araneidae.

## Distribution
Cette espèce se rencontre aux Seychelles, à Madagascar et aux Comores et à Mayotte,.

## Description

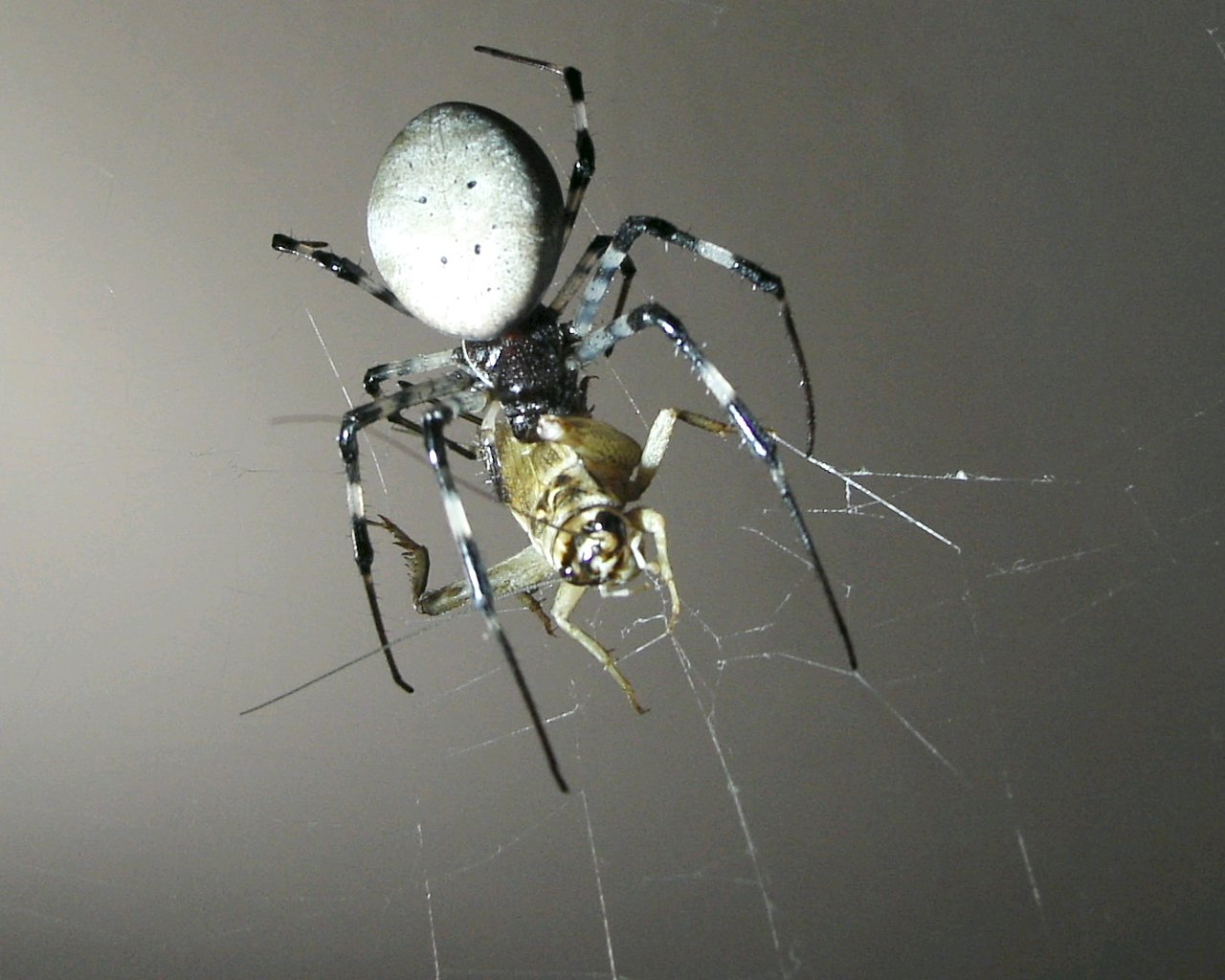
Nephilengys livida

Le mâle décrit par Kuntner et Agnarsson en 2011 mesure 3,5 mm et la femelle 23,6 mm.

### Femelle
Cette araignée de taille moyenne possède un corps trapu.
La carapace du prosome est brun foncé, garnie de soies noires mais dépourvue des petites cornes centrales que présente celle de Nephila comorana. Le sternum en écusson est rouge sombre. Plus courtes que celles de la Néphile, les pattes sont claires, largement annelées de brun-noir, sans touffes de poils sur leurs tibias.
L'abdomen ovoïde ne surplombe pas les filières. Il est gris argenté sur sa face dorsale marquée de 4 fossettes noires d'insertion musculaire (Fig. ci-contre, Fig. Taxobox, Fig. 1), rougeâtre clair sur les flancs et la face ventrale (Fig. 2 et 3). Cette dernière est ornée de taches jaune pâle, quatre d'entre elles, arrondies, adoptant une disposition en trapèze caractéristique. En fait, la couleur dorsale est variable, d'un brun foncé à Madagascar (Fig. 7).

### Mâle
Le mâle, photographié (Fig. 6) mais non récolté par A. Lopez à Mayotte en 2009, a été décrit par Kuntner et Agnarsson en 2011. Il est brun-jaunâtre et se présente donc comme un "nain" ou un "pygmée" par rapport la femelle, nouvel exemple de grand dimorphisme sexuel comme dans le cas des Néphiles.

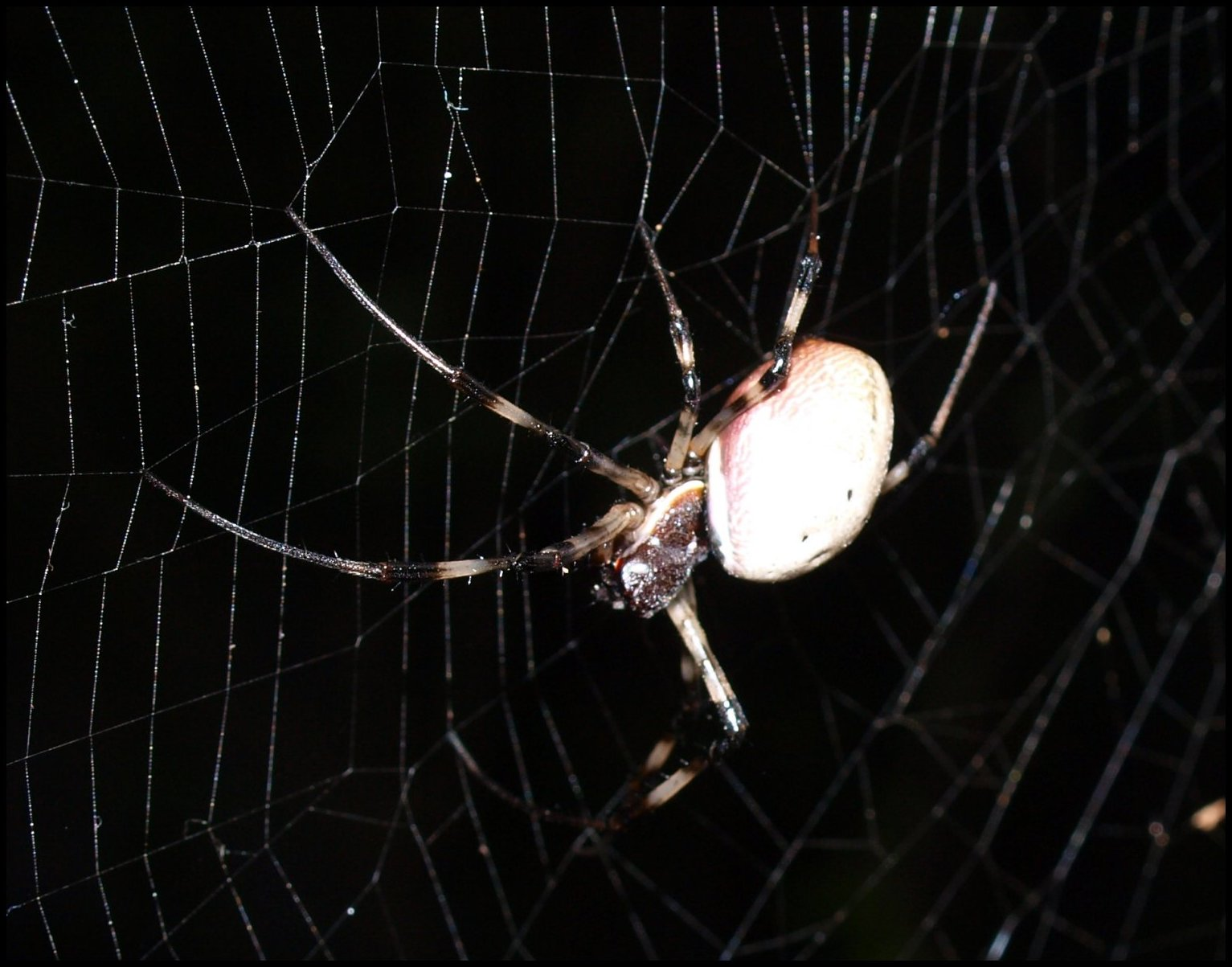
Fig. 1 – Vue dorsale de Nephilingis livida sur sa toile. N'Gouja, Mayotte.
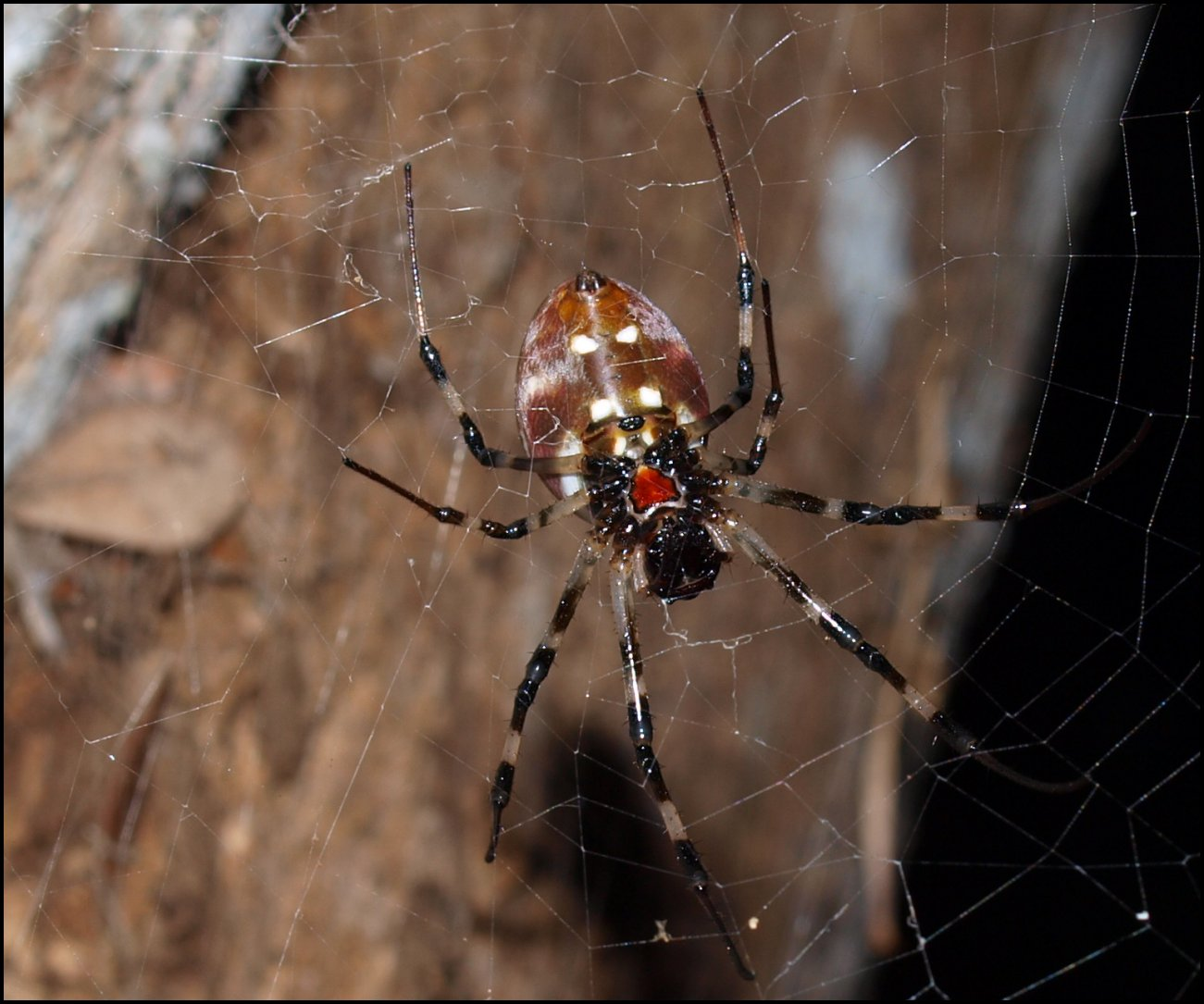
Fig. 2 – Vue ventrale de Nephilingis livida sur sa toile. N'Gouja, Mayotte.
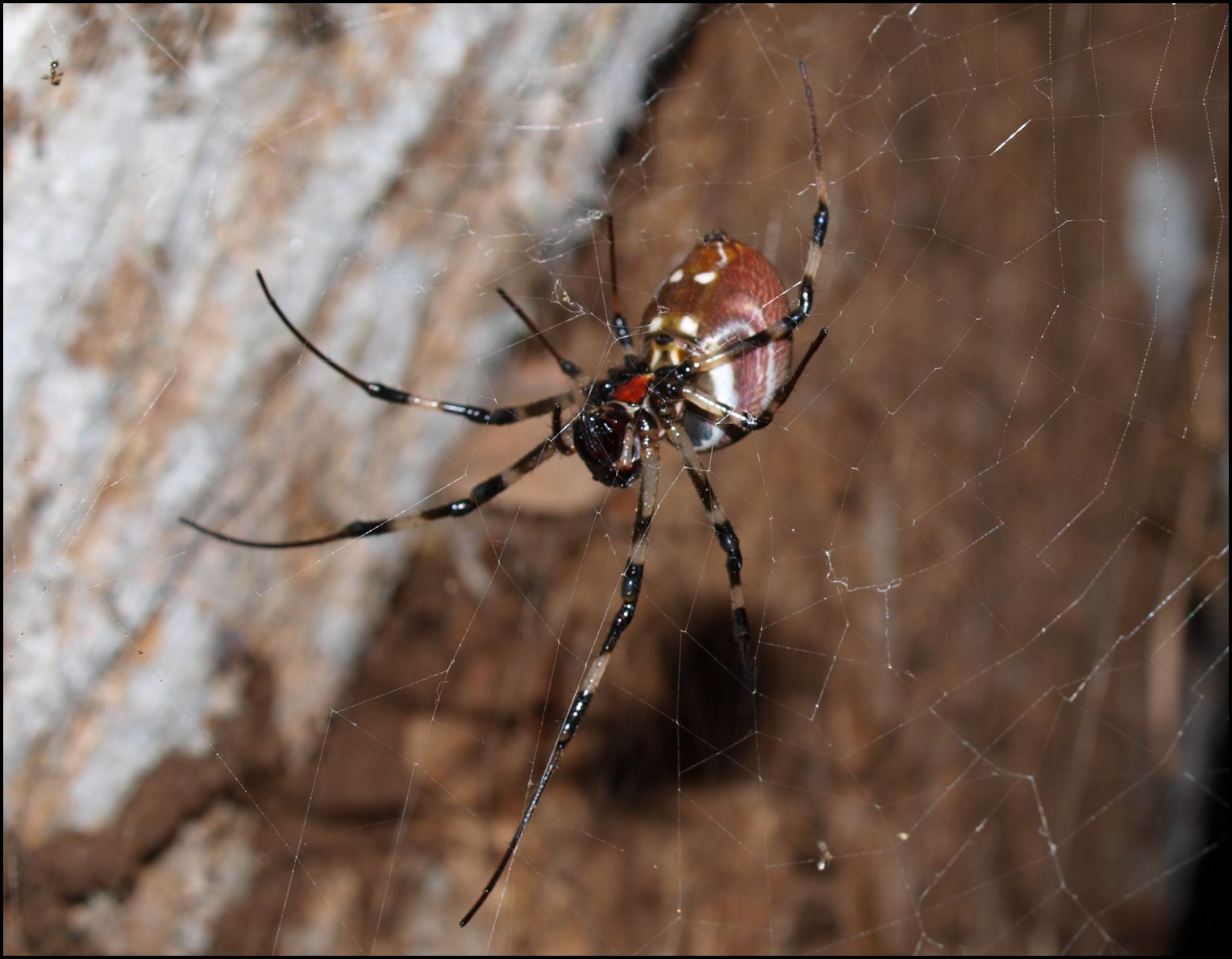
Fig. 3 – Vue latéro-ventrale de Nephilingis livida sur sa toile. N'Gouja, Mayotte.
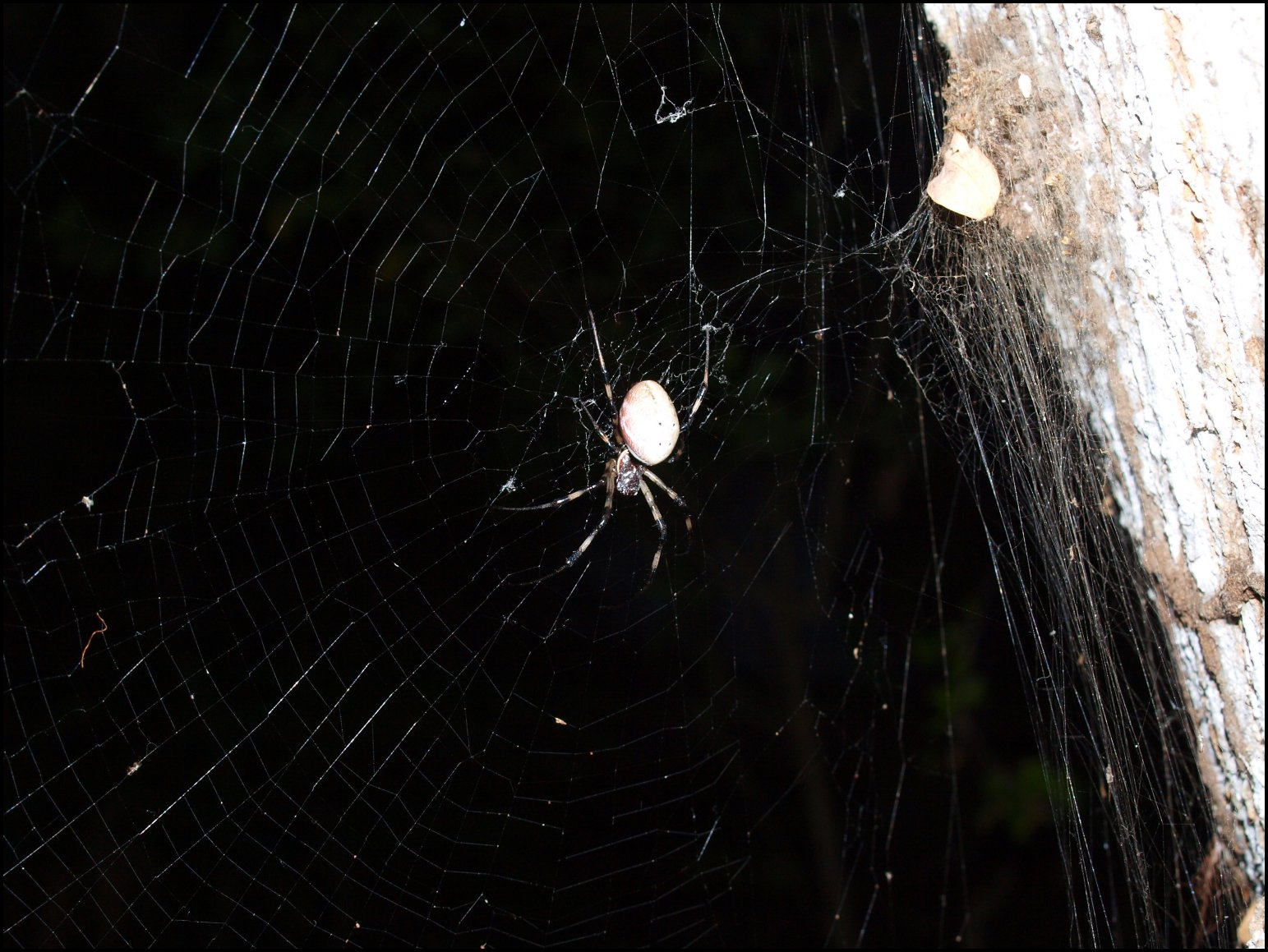
Fig. 4 – Nephilingis sur l'orbe de sa toile. La retraite est visible à droite, sur le tronc d'arbre. Au–dessous d'elle, le réseau tri-dimensionnel. N'Gouja, Mayotte.
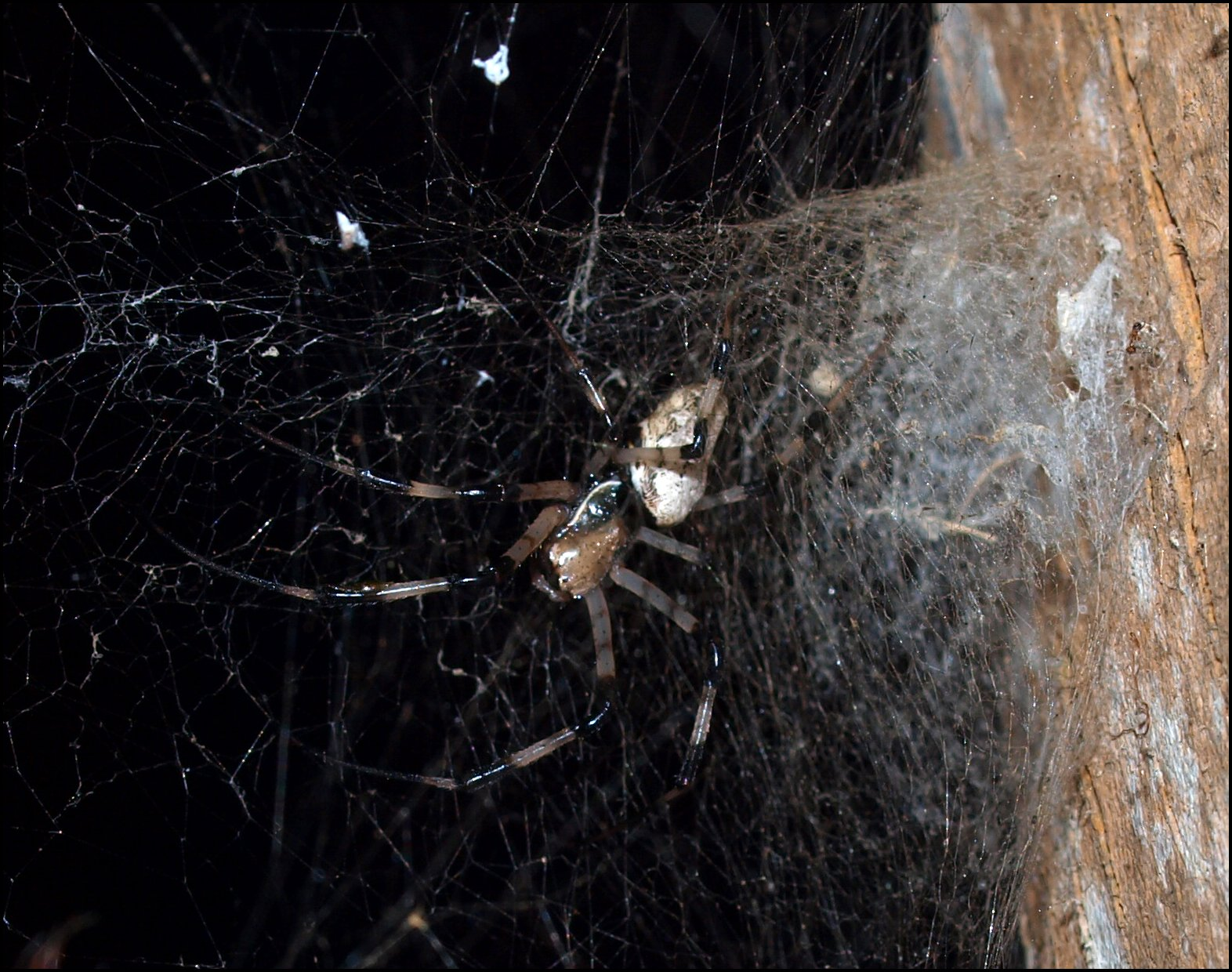
Fig. 5 - Nephilingis dans sa retraite en entonnoir fixée sur un tronc d'arbre. N'Gouja, Mayotte.
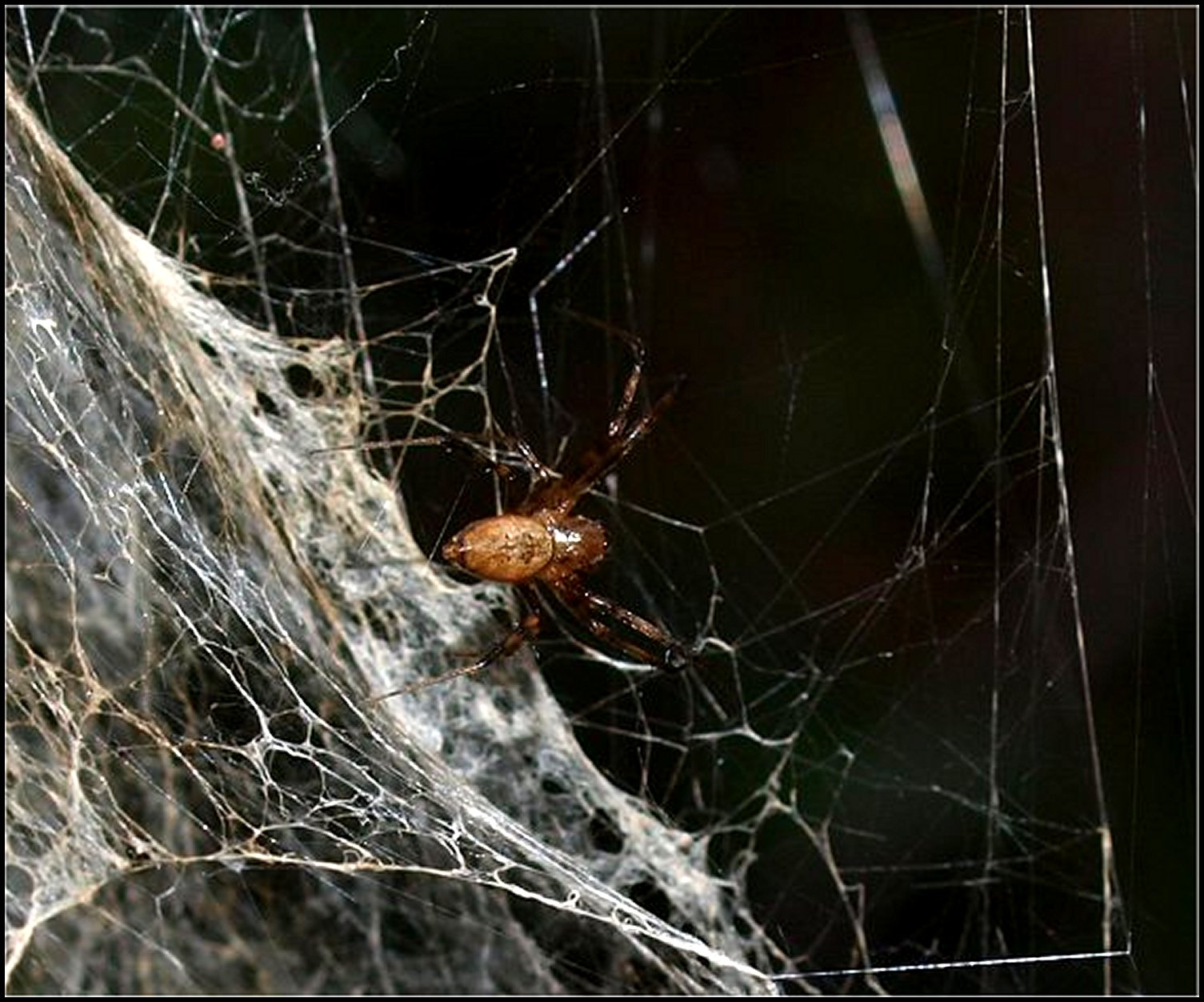
Fig. 6 – Mâle de Nephilengis livida sur la retraite d'une femelle. Vue postéro-dorsale. N'Gouja, Mayotte.
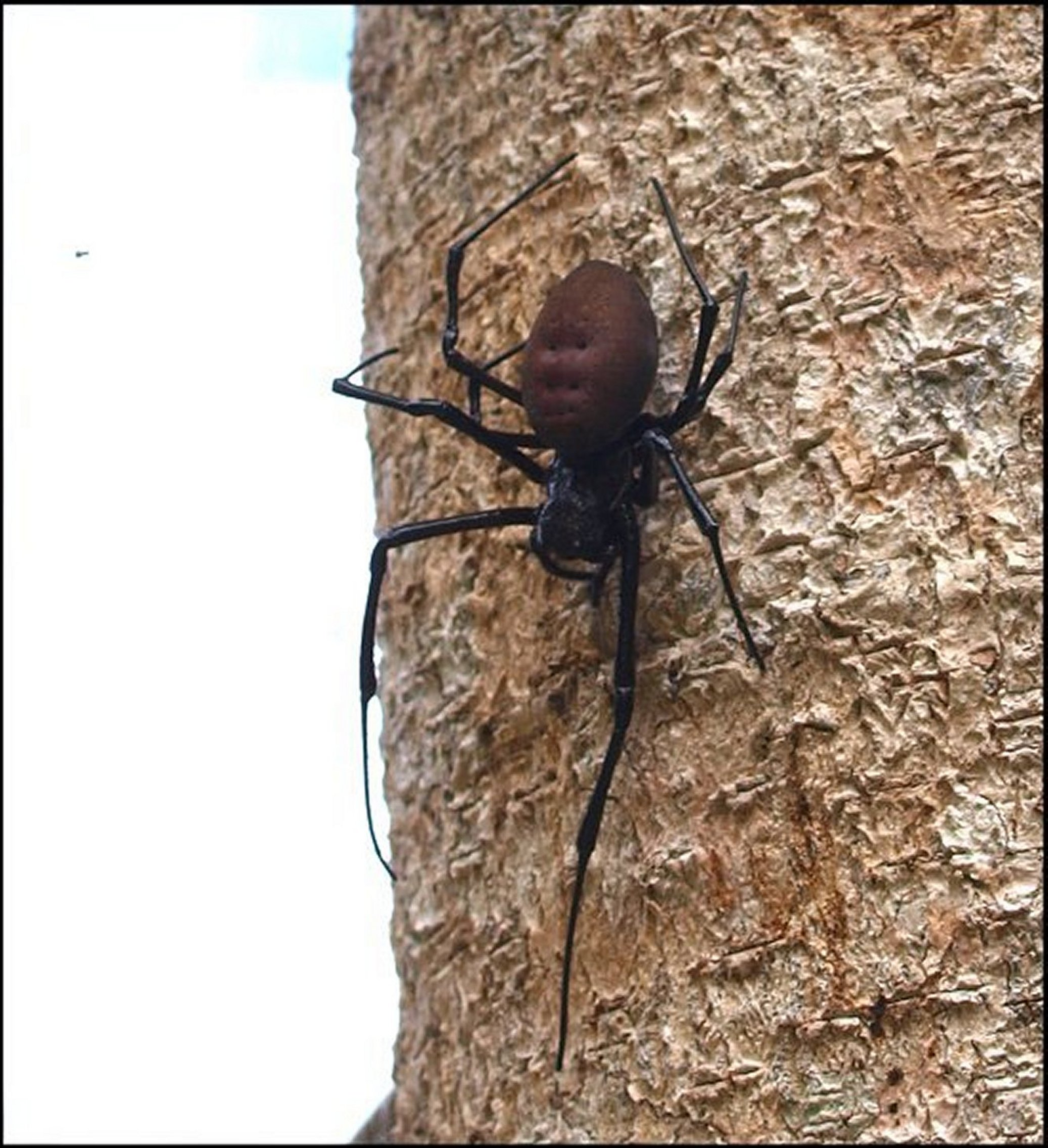
Fig. 7 – Nephilengis livida, femelle sur un tronc d'arbre, vue dorso-latérale gauche
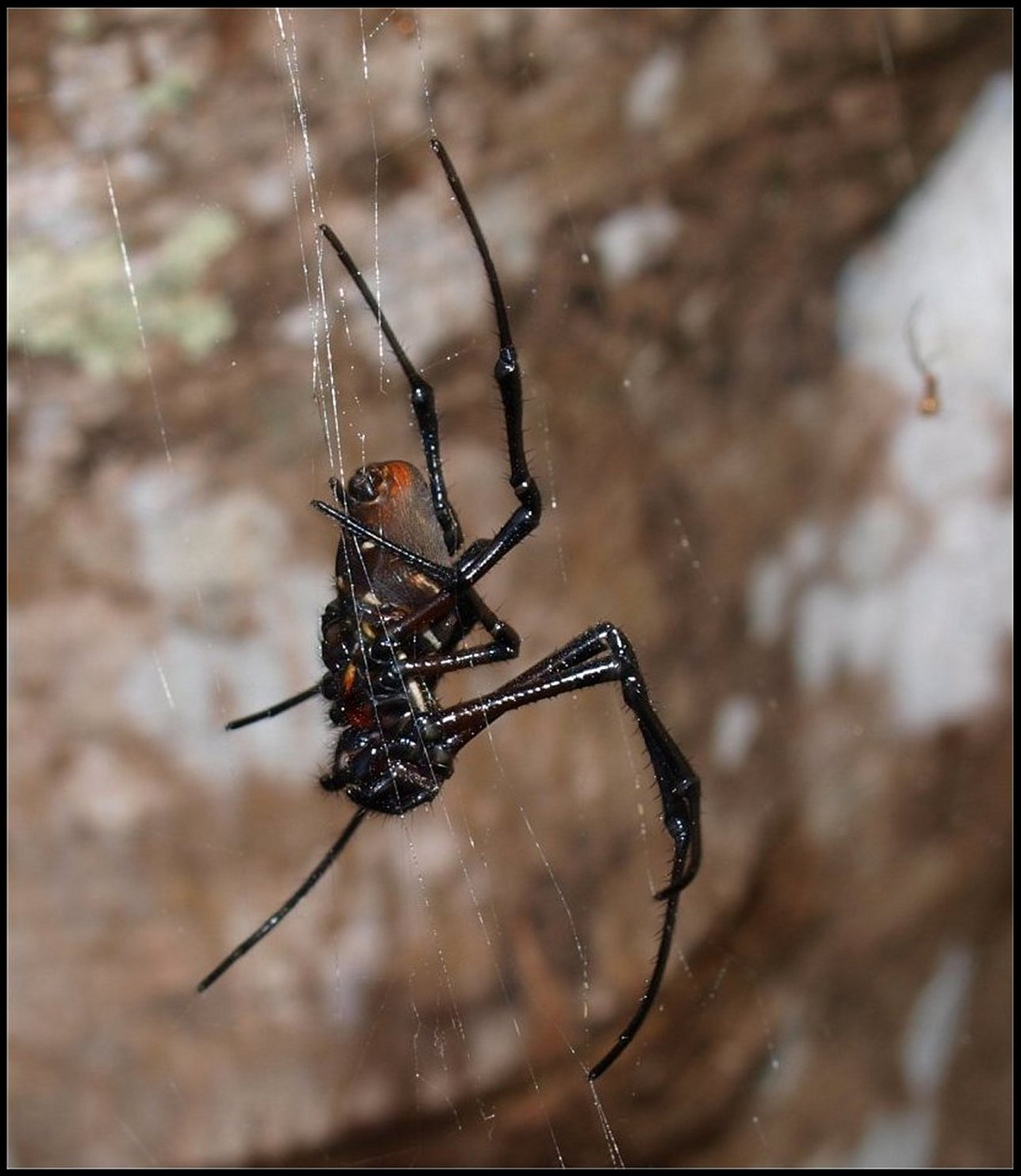
Fig. 8 – Nephilengis livida, autre femelle sur sa toile, vue ventro-latérale droite. Forêt de Nossy Sakatia près de Nossy Bé, Madagascar
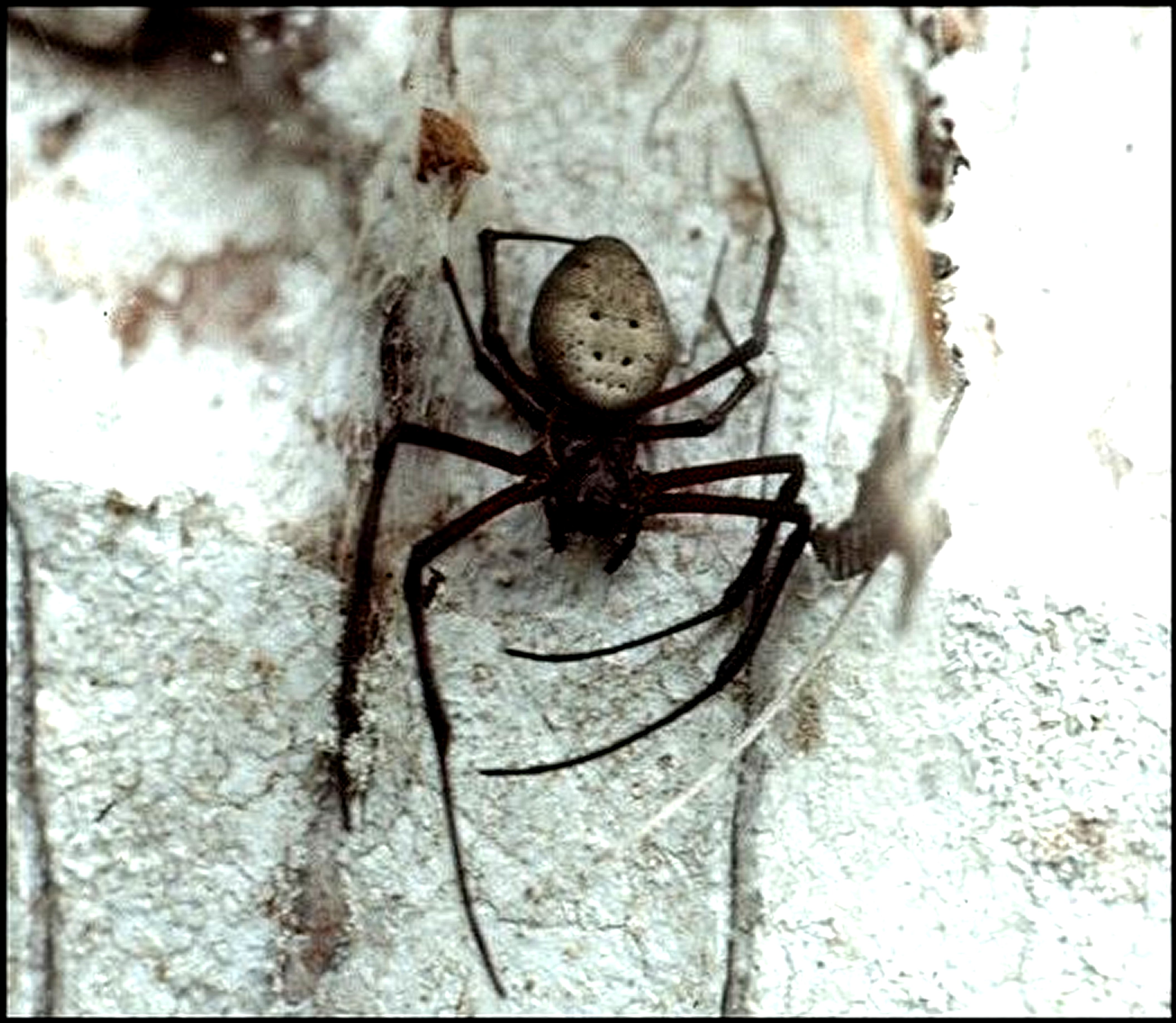
Fig. 9 – Nephilengis livida des Seychelles, femelle dans sa retraite sur un tronc de Cocotier. Bord de plage, Mahé, Seychelles. D'après une ancienne diapositive
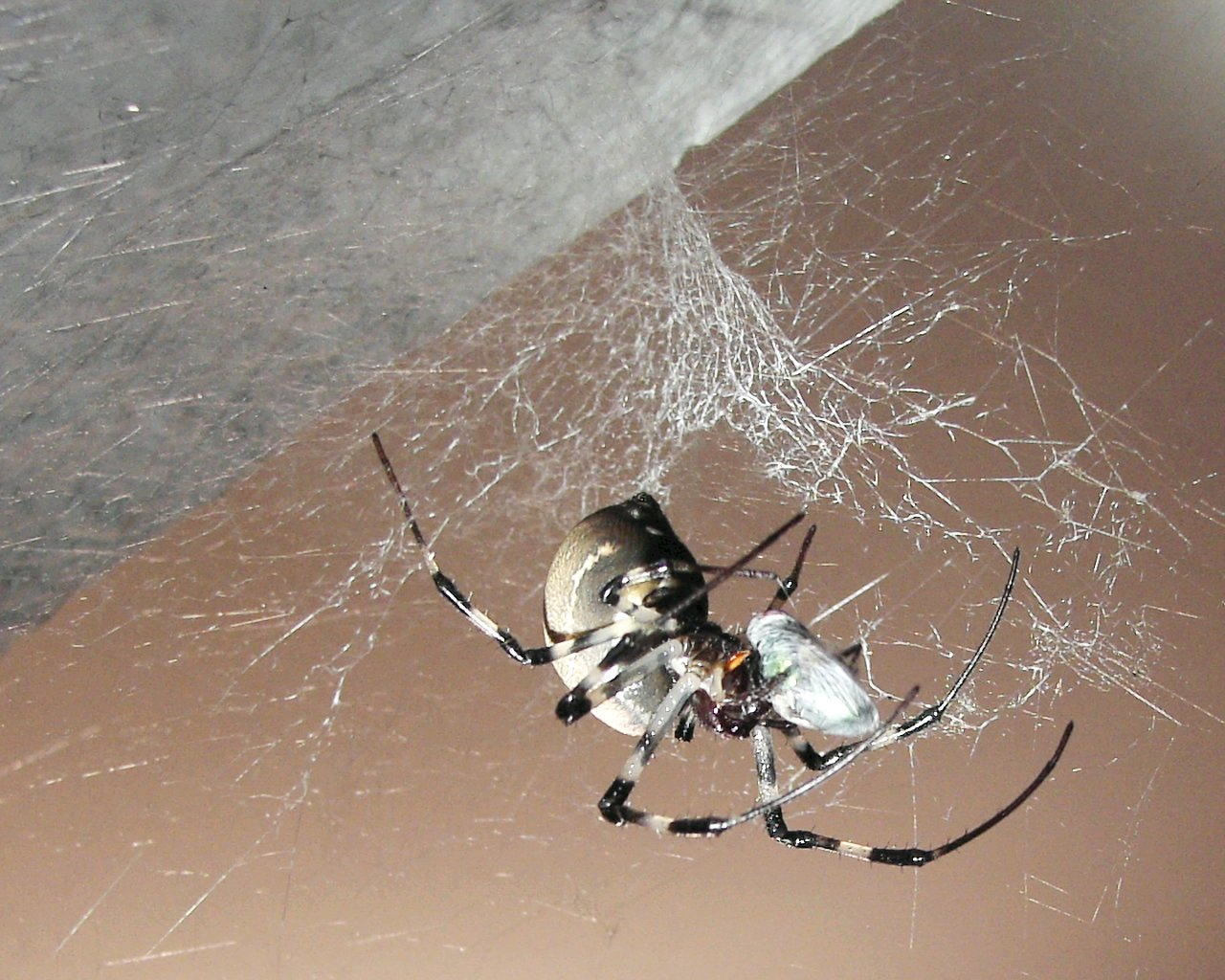
Nephilengys livida

## Comportement
Nephilengis livida tisse une toile en édifice complexe associant trois parties bien distinctes (Fig. 4) : 
- une retraite en entonnoir fixée sur l'écorce d'un tronc d'arbre incliné.
- un réseau irrégulier tri-dimensionnel sous-jacent.
- une grande orbe verticale incomplète, à moyeu excentré proche de la retraite.

Les fils tenseurs se fixent sur le tronc, une branche latérale et (ou) des supports adjacents.
L'araignée se tient de jour dans sa retraite (Fig. 5), pattes fléchies ou étendues, mais en sort la nuit pour se poster sur l'orbe (Fig. 1 à 4). Inquiétée, elle se laisse tomber à terre et y simule la mort par immobilisation réflexe (thanatose).
Son comportement parait identique à Madagascar (Fig. 7,8) et aux Seychelles (Fig. 9).

## Systématique et taxinomie
Cette espèce a été décrite sous le protonyme Epeira livida par Vinson en 1863. Elle est considérée comme une sous-espèce de Nephilengys cruentata par Dahl en 1912, comme une sous-espèce de Nephilengys borbonica par Benoit en 1963. Elle est placée en synonymie avec Nephilengys borbonica par Kuntner en 2007. Elle est relevée de synonymie et élevée au rang d'espèce par Kuntner et Agnarsson en 2011.

## Publication originale
- Vinson, 1863 : Aranéides des îles de la Réunion, Maurice et Madagascar. Paris, p. 1-337.